# Al-Zafir (míssil)
Al-Zafir era un míssil balístic de curt abast de propulsor líquid desenvolupat per Eugen Sänger en la instal·lació de llançament de proves i míssils balístics Jabal Hamzah per a Egipte. La seva longitud era de 6,1 m, diàmetre de 0,61 m, abast de 376 km i càrrega útil de 500 kg. Va ser cancel·lat el 1962.